# Supercopa turca de futbol
La supercopa turca de futbol és una competició anual de futbol de Turquia en la qual s'enfronten els campions de lliga i copa de la temporada anterior.

## Història
La competició s'ha disputat amb diverses denominacions des de la seva creació.
- Copa del Primer Ministre (Başbakanlık Kupası): 1944-1950 (vegeu Copa del Primer Ministre turca de futbol)
- Copa President (Cumhurbaskanligi Kupasi): 1965/66-1979/80
- Copa del Cap de l'Estat (Devlet Başkanlığı Kupası): 1980/81-1981/82
- Copa President (Cumhurbaskanligi Kupasi): 1982/83-1997/98
- Copa Atatürk: 1999/00
- Supercopa: des del 2005/06

L'edició del 2006 es disputà a Frankfurt del Main i la del 2007 a Colónia.

## Historial
| Temporada | Campió                                                                | Resultat                                                              | Finalista                                                             |                                                                       |
| --------- | --------------------------------------------------------------------- | --------------------------------------------------------------------- | --------------------------------------------------------------------- | --------------------------------------------------------------------- |
| 1966      | Galatasaray SK                                                        | 2-0                                                                   | Beşiktaş JK                                                           |                                                                       |
| 1967      | Beşiktaş JK                                                           | 1-0                                                                   | Altay SK                                                              |                                                                       |
| 1968      | Fenerbahçe SK guanyà el doblet                                        | Fenerbahçe SK guanyà el doblet                                        | Fenerbahçe SK guanyà el doblet                                        |                                                                       |
| 1969      | Galatasaray SK                                                        | 2-0                                                                   | Göztepe AS                                                            |                                                                       |
| 1970      | Göztepe AS                                                            | 3-1                                                                   | Fenerbahçe SK                                                         |                                                                       |
| 1971      | Eskişehirspor                                                         | 3-2                                                                   | Galatasaray SK                                                        |                                                                       |
| 1972      | Galatasaray SK                                                        | 3-0                                                                   | Ankaragücü                                                            |                                                                       |
| 1973      | Fenerbahçe SK                                                         | 2-1                                                                   | Galatasaray SK                                                        |                                                                       |
| 1974      | Beşiktaş JK                                                           | 3-0                                                                   | Fenerbahçe SK                                                         |                                                                       |
| 1975      | Fenerbahçe SK                                                         | 2-0                                                                   | Beşiktaş JK                                                           |                                                                       |
| 1976      | Trabzonspor                                                           | 2-1                                                                   | Galatasaray SK                                                        |                                                                       |
| 1977      | Trabzonspor                                                           | 1-1 [3-1 pen]                                                         | Beşiktaş JK                                                           |                                                                       |
| 1978      | Trabzonspor                                                           | 1-0                                                                   | Fenerbahçe SK                                                         |                                                                       |
| 1979      | Trabzonspor                                                           | 2-1                                                                   | Fenerbahçe SK                                                         |                                                                       |
| 1980      | Trabzonspor                                                           | 3-0                                                                   | Altay SK                                                              |                                                                       |
| 1980/81   | Ankaragücü                                                            | 1-0                                                                   | Trabzonspor                                                           |                                                                       |
| 1982      | Galatasaray SK                                                        | 2-0                                                                   | Beşiktaş JK                                                           |                                                                       |
| 1983      | Trabzonspor                                                           | 2-0                                                                   | Fenerbahçe SK                                                         |                                                                       |
| 1984      | Fenerbahçe SK                                                         | 1-0                                                                   | Trabzonspor                                                           |                                                                       |
| 1985      | Fenerbahçe SK                                                         | 1-1 [4-2 pen]                                                         | Galatasaray SK                                                        |                                                                       |
| 1986      | Beşiktaş JK                                                           | 2-1                                                                   | Bursaspor                                                             |                                                                       |
| 1987      | Galatasaray SK                                                        | 3-2                                                                   | Gençlerbirligi                                                        |                                                                       |
| 1988      | Galatasaray SK                                                        | 2-0                                                                   | Sakaryaspor                                                           |                                                                       |
| 1989      | Beşiktaş JK                                                           | 1-0                                                                   | Fenerbahçe SK                                                         |                                                                       |
| 1990      | Fenerbahçe SK                                                         | 3-2                                                                   | Beşiktaş JK                                                           |                                                                       |
| 1991      | Galatasaray SK                                                        | 1-0                                                                   | Beşiktaş JK                                                           |                                                                       |
| 1992      | Beşiktaş JK                                                           | 2-1                                                                   | Trabzonspor                                                           |                                                                       |
| 1993      | Galatasaray SK                                                        | 2-0                                                                   | Beşiktaş JK                                                           |                                                                       |
| 1994      | Beşiktaş JK                                                           | 3-1                                                                   | Galatasaray SK                                                        |                                                                       |
| 1995      | Trabzonspor                                                           | 2-0                                                                   | Beşiktaş JK                                                           |                                                                       |
| 1996      | Galatasaray SK                                                        | 3-0                                                                   | Fenerbahçe SK                                                         |                                                                       |
| 1997      | Galatasaray SK                                                        | 2-1                                                                   | Kocaelispor                                                           |                                                                       |
| 1998      | Beşiktaş JK                                                           | 2-1                                                                   | Galatasaray SK                                                        |                                                                       |
| 1999-2005 | no es disputà                                                         | no es disputà                                                         | no es disputà                                                         |                                                                       |
| 2006      | Beşiktaş JK                                                           | 1-0                                                                   | Galatasaray SK                                                        |                                                                       |
| 2007      | Fenerbahçe SK                                                         | 2-1                                                                   | Beşiktaş JK                                                           |                                                                       |
| 2008      | Galatasaray SK                                                        | 2 - 1                                                                 | Kayserispor                                                           |                                                                       |
| 2009      | Fenerbahçe                                                            | 2 - 0                                                                 | Beşiktaş                                                              |                                                                       |
| 2010      | Trabzonspor                                                           | 3 - 0                                                                 | Bursaspor                                                             |                                                                       |
| 2011      | No disputada a causa de escàndol de corrupció en el futbol de Turquia | No disputada a causa de escàndol de corrupció en el futbol de Turquia | No disputada a causa de escàndol de corrupció en el futbol de Turquia | No disputada a causa de escàndol de corrupció en el futbol de Turquia |
| 2012      | Galatasaray SK                                                        | 3 - 2                                                                 | Fenerbahçe                                                            |                                                                       |
| 2013      | Galatasaray SK                                                        | 1 - 0                                                                 | Fenerbahçe                                                            |                                                                       |
| 2014      | Fenerbahçe                                                            | 0 - 0 (3-2 pen.)                                                      | Galatasaray SK                                                        |                                                                       |
| 2015      | Galatasaray SK                                                        | 1 - 0                                                                 | Bursaspor                                                             |                                                                       |
| 2016      | Galatasaray SK                                                        | 1 - 1 (3-0 pen.)                                                      | Beşiktaş                                                              |                                                                       |
| 2017      | Konyaspor                                                             | 2 - 1                                                                 | Beşiktaş                                                              |                                                                       |
| 2018      | Akhisar Belediyespor                                                  | 1 - 1 (5-4 pen.)                                                      | Galatasaray SK                                                        |                                                                       |
| 2019      | Galatasaray SK                                                        | 1 - 0                                                                 | Akhisar Belediyespor                                                  |                                                                       |
| 2020      | Trabzonspor                                                           | 3 - 0                                                                 | İstanbul Başakşehir                                                   |                                                                       |
| 2021      | Beşiktaş JK                                                           | 1 - 1 (4-2 pen.)                                                      | Antalyaspor                                                           |                                                                       |
| 2022      | Trabzonspor                                                           | 4 - 0                                                                 | Sivasspor                                                             |                                                                       |
| 2023      | Galatasaray SK                                                        | 3 - 0                                                                 | Fenerbahçe                                                            |                                                                       |
| 2024      | Beşiktaş JK                                                           | 5 - 0                                                                 | Galatasaray SK                                                        |                                                                       |